# Głos Zabrza i Rudy Śląskiej
Głos Zabrza i Rudy Śląskiej – niezależny tygodnik lokalny, ukazujący się od 2 grudnia 1956 r. (do 1982 r. jako Głos Zabrza). Specjalizuje się w materiałach interwencyjnych i śledczych. Zawiera także rozbudowane informacje ze świata lokalnej kultury i sportu oraz społeczne materiały publicystyczne. Redakcja corocznie organizuje plebiscyt sportowy na najlepszych sportowców i trenerów w Zabrzu.